# Tim Naberman
Tim Naberman (Genemuiden, 11 mei 1999) is een Nederlands wielrenner. Hij is de zoon van voormalig wielrenner Erik Naberman.

## Carrière
Naberman sloot zich in 2019 aan bij de opleidingsploeg van het toenmalige Team Sunweb. In 2019 behaalde hij een tweede plaats in het bergklassement van de Boucles de la Mayenne. Ondanks dat hij nog geen overwinningen behaalde groeide hij door naar de eerste ploeg en kreeg in 2022 een profcontract aangeboden bij de World Tour-ploeg Team DSM.
In 2024 maakte hij zijn in de Ronde van Spanje zijn debuut in een grote ronde. Hij finishte de Vuelta als rode lantaarn.

## Resultaten in voornaamste wedstrijden
| Jaar | Ronde van Italië | Ronde van Frankrijk | Ronde van Spanje |
| ---- | ---------------- | ------------------- | ---------------- |
| 2022 |                  |                     |                  |
| 2023 |                  |                     |                  |
| 2024 |                  |                     | 135e (laatste)   |
| 2025 |                  | 120e                |                  |

| Jaar | Ronde van Vlaanderen | Parijs-Roubaix | Amstel Gold Race | Waalse Pijl | Parijs-Tours |
| ---- | -------------------- | -------------- | ---------------- | ----------- | ------------ |
| 2022 |                      |                |                  |             | 123e         |
| 2023 | opgave               | 76e            |                  | opgave      |              |
| 2024 | opgave               | buit.tijd      | opgave           | opgave      | 103e         |
| 2025 | opgave               |                |                  |             |              |

## Ploegen
- 2019 –  Development Team Sunweb
- 2020 –  Development Team Sunweb
- 2021 –  Development Team DSM
- 2022 –  Team DSM
- 2023 –  Team dsm-firmenich[a]
- 2024 –  Team dsm-firmenich PostNL
- 2025 –  Team Picnic PostNL

Arensman · Arndt · Bardet · Bittner (vanaf 1/8) · Bol · Brenner · Combaud · Dainese · Degenkolb · Denz · Donovan · Eekhoff · Hamilton · Heinschke · Hvideberg · A. Kragh Andersen · S. Kragh Andersen · Leknessund · Markl · Mayrhofer · Naberman · Nieuwenhuis · Pedersen · Rodenberg · Stork · Tusveld · van Uden (vanaf 1/8) · Vandenabeele · Vermaerke · Welsford
Andresen · Bardet · Bevin · Bittner · Brenner · Combaud · Dainese · Degenkolb · Dinham · Edmondson · Eekhoff · Hamilton · Heinschke · Hvideberg · Leknessund · Markl · Mayrhofer · Milesi · Naberman · Onley · Poole · Rodenberg · Stork · Tusveld · van Uden · Vandenabeele · Vanhoucke (tot 14/8) · Vermaerke · Welsford
Andresen · Bardet · Barguil · Van den Berg · Bevin · Bittner · Van den Broek · Combaud · Degenkolb · Dinham · Eddy · Edmondson · Eekhoff · Hamilton · Jakobsen · Leemreize · Leijnse · Liepiņš · Märkl · Naberman · Onley · Poole · Roosen · Tusveld · van Uden · Vermaerke · Welten · Koerdt (stagiair)